# Janjanbureh
Janjanbureh, także: Jangjangbureh, dawniej Georgetown lub MacCarthy Town – miasto w środkowej Gambii, położone na wyspie MacCarthy na rzece Gambia, ośrodek administracyjny dywizji Central River.
Miasto zostało założone w 1832 roku i było jednym z ważniejszych miast handlowych Brytyjskiej Afryki Zachodniej. Miasteczko jest atrakcyjne turystycznie ze względu na położone w pobliżu kamienne kręgi Senegambii, a także rezerwaty przyrody nad brzegami rzeki Gambia.